# Lantos Csaba (röplabdázó)
Lantos Csaba (Baja, 1943. május 2. –) magyar röplabdázó, edző.

## Pályafutása
Tanulmányait 1956 és 1961 között a bajai III. Béla Reálgimnázumban végezte. 1962-től 1967-ig a budapesti Állatorvostudományi Egyetemen tanult, 1969-től 1974-ig a Testnevelési Főiskola hallgatója volt.
Az 1964-es tokiói olimpián a magyar válogatottal 6. helyezett lett. Az akkori válogatott legfiatalabb tagja volt, mégis a válogatott mind a 9 meccsén játszott.